# Slowakische Badminton-Mannschaftsmeisterschaft 1998
Die Slowakische Badminton-Mannschaftsmeisterschaft 1998 war die fünfte Auflage der Teamtitelkämpfe in der Slowakei. Meister wurde Spoje Bratislava.

## Endstand
| Platz | Team                 | Spiele | G U V | Spielpunkte | Punkte |
| ----- | -------------------- | ------ | ----- | ----------- | ------ |
| 1.    | Spoje Bratislava     | 10     | 7 2 1 | 55:25       | 16     |
| 2.    | BENNI Nitra          | 10     | 7 2 1 | 52:28       | 16     |
| 3.    | TJ Lokomotíva Košice | 10     | 4 3 3 | 45:35       | 11     |
| 4.    | CEVA Trenčín A       | 10     | 4 1 5 | 40:40       | 9      |
| 5.    | Slávia TU Košice     | 10     | 5 2 3 | 44:36       | 12     |
| 6.    | CEVA Trenčín B       | 10     | 4 1 5 | 40:40       | 9      |
| 7.    | Slávia ŽU Žilina     | 10     | 2 1 7 | 26:54       | 5      |
| 8.    | Slávia Trnava        | 10     | 1 0 9 | 18:62       | 0      |